# Mesosa sikkimensis
Mesosa sikkimensis là một loài bọ cánh cứng trong họ Cerambycidae.